# ブッダオビクジャクアゲハ
ブッダオビクジャクアゲハチョウ（学名 Papilio buddha）は、チョウ目・アゲハチョウ科に分類されるチョウの一種である。主に西ガーツに生息する。   

## 生活史
幼虫は、胸部にシールドがある。 緑、シールドは横方向および後方が白く縁が狭い。セグメント5から11で、白い線が太く、その上に各セグメントに一連の微小な白い点がある。 

蛹は腹側に湾曲し、頭が裂け、突起は長く、上向きになり、背中と側面がキールド。腹側は濃い緑色、背側は淡い緑色（デビッドソンとエイトケンの後）。  

Life cycle
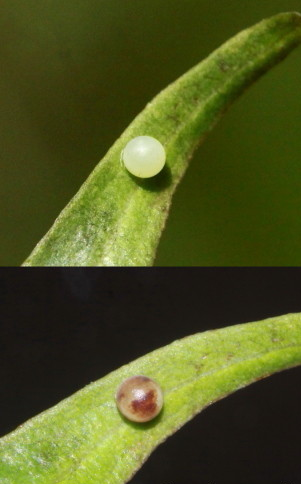
卵
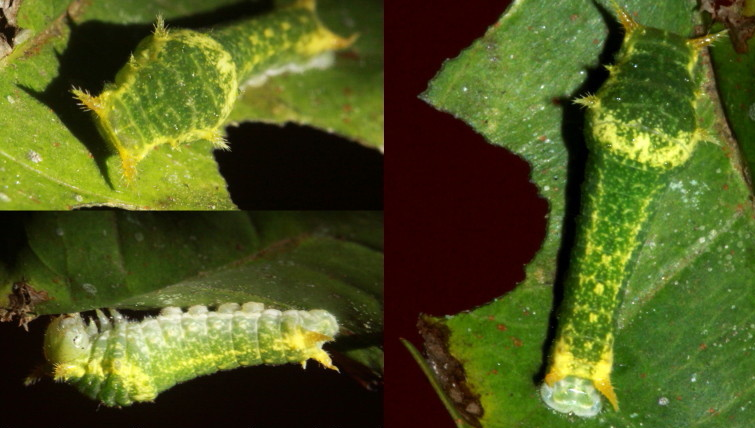
幼虫
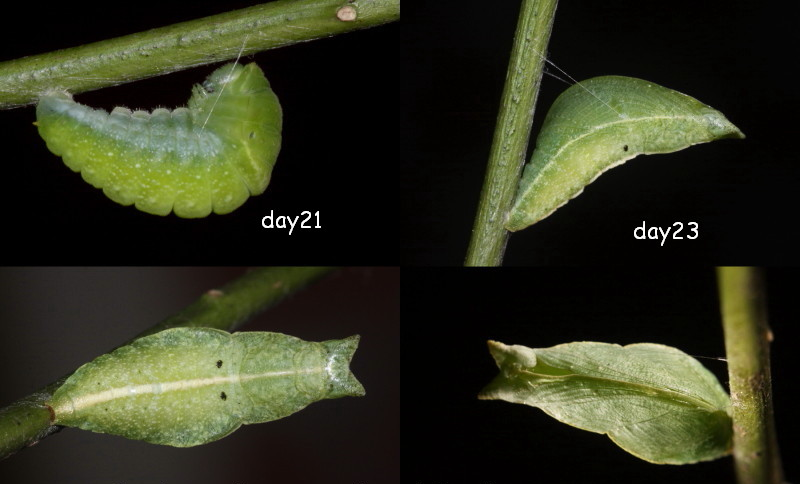
蛹
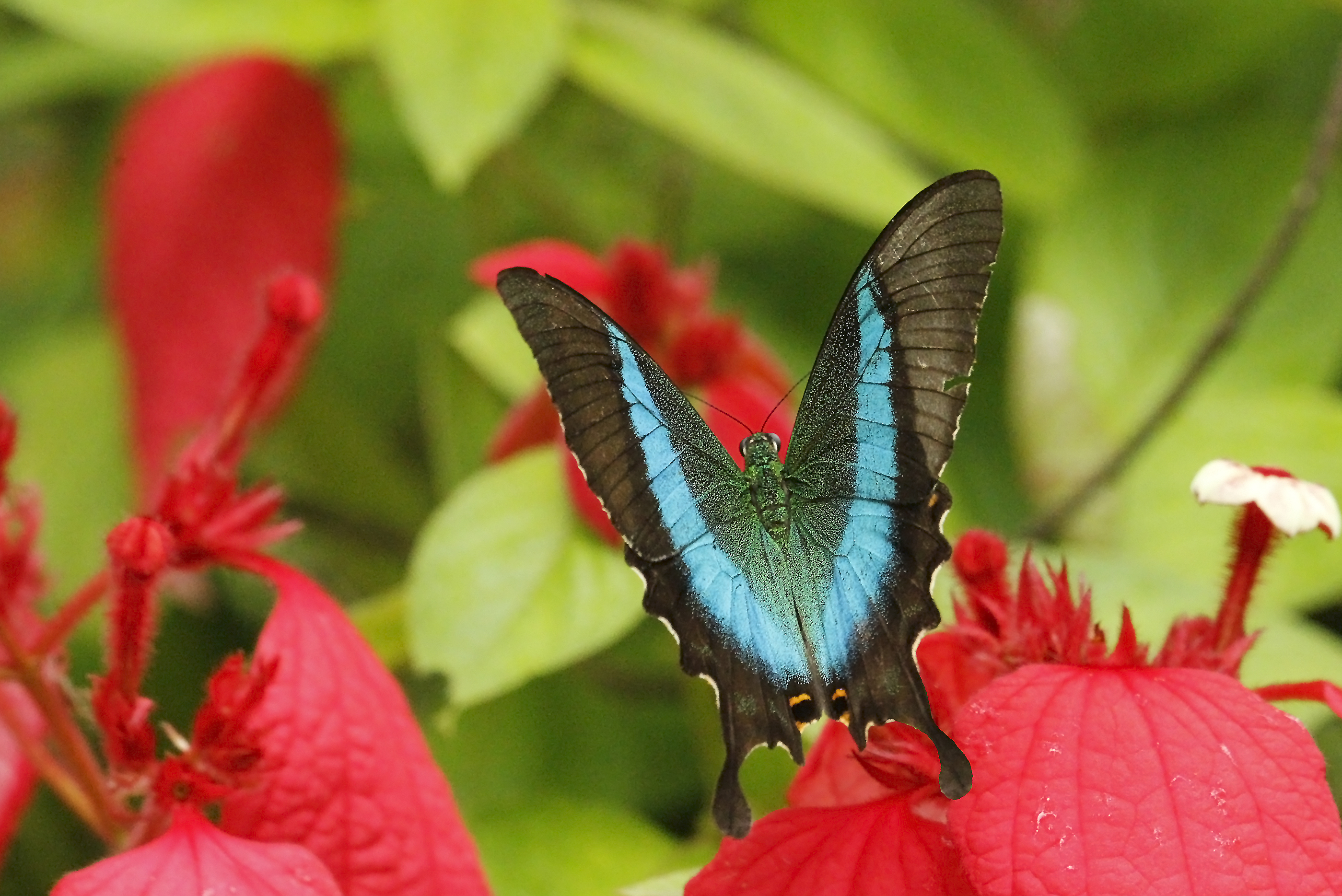
イマゴ（背側）
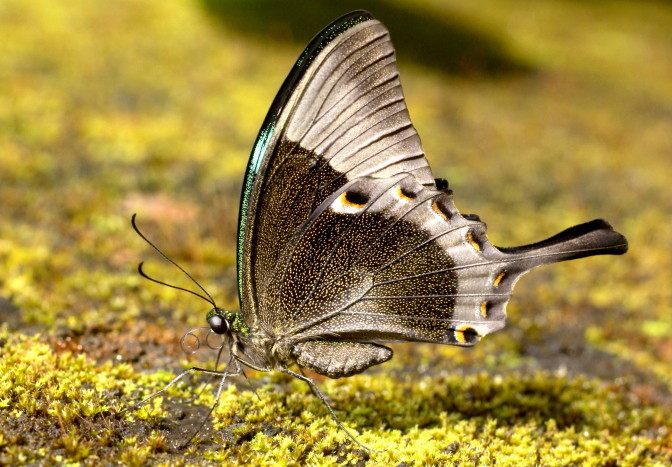
イマゴ（側面図）

### 宿主植物
幼虫（キャタピラー）はZanthoxylum rhetsaに記録されている。  

## 状態
ローカルで一般的であり、まれではありません。 インドでは保護されているが、脅やかされていることは知られていない。 